# Цис Василь Трохимович
Цис Василь Трохимович (15 січня 1904 — †12.06.1977)  — радянський піхотинець, брав участь у Другій світовій війні. Герой Радянського Союзу (1944).

## Життєпис
Народився 15 січня 1904 в с. Хоружівка в селянській родині. Спочатку закінчив чотирикласну церковноприходську, а в 1921 — семирічну школу.
Після закінчення семирічки вступає на навчання до Гадяцького педагогічного технікуму. Здобувши освіту вчителя, повертається до рідного села, де працює в місцевій школі.
У 1933 отримує направлення на нове місце роботи і переїжджає до с. Новокатеринівка Старобешівського району, Донецької області. Працював вчителем мови і літератури у місцевій школі, згодом її завучем.

## Участь у Другій світовій війні
Коли почалася війна студент-заочник Ворошиловградського педагогічного інституту ім. Т. Г. Шевченка Василь Трохимович Цис якраз збирався складати державні екзамени, але зробити цього не встиг. У серпні 1941 був призваний до лав РСЧА.
Помічник командира взводу 218-го гвардійського стрілецького полку 77-й гвардійської стрілецької дивізії Центрального фронту, гвардії старший сержант В. Т. Цис воював також на Степовому і 1 Білоруських фронтах, брав участь у битві за Москву, Сталінградській битві, на Орловсько-Курській дузі. Був двічі тяжко поранений, але після лікування знову повертався в стрій.
15 січня 1944 (в день 40-річного ювілею) Указом Президії Верховної Ради СРСР за участь у форсуванні Дніпра В. Т. Цису присвоєно звання Героя Радянського Союзу.
Після битви за Дніпро Василь Трохимович брав участь у звільненні Білорусі, Польщі, де був тяжко поранений. Довго лікувався у госпіталі міста Любертове.

## Мирне життя
Повернувся до мирної праці інвалідом другої групи, продовжував навчати дітей.
До 1960 працював завучем у своїй школі.
Останні роки жив у м. Комсомольське Донецької області. Помер 12 червня 1977 року. Похований на кладовищі міста Комсомольське.

## Нагороди

Музей В. Т. Циса

Герой Радянського Союзу — Медаль «Золота Зірка»
Орден Леніна
За успіхи, досягнуті у навчанні і вихованні дітей, В. Т. Цис був нагороджений орденом «Знак Пошани», медаллю «За трудову доблесть», і нагрудним знаком «Відмінник народної освіти».

## Вшанування пам'яті

Могіла В. Т. Циса

У м. Комсомольське й у с. Хоружівка існують вулиці на честь Героя, в Комсомольській ЗОШ I–III ступенів № 5 функціонує меморіальний музей.

## Біографічні статті
- Цыс Василий Трофимович. на www.warheroes.ru.(рос.)